# 타르보사우루스
타르보사우루스(Tarbosaurus)는 백악기 후기(약 7,000만년~6,500만년전)에 몽골과 중국에 살았던 티라노사우루스과의 수각류 공룡이다. 판게아 시절에는 오늘날의 동아시아 지역이 모두 붙어있었기 때문에 한반도와 일본 땅에서까지 서식했을 가능성이 있다. 몽골의 고비 사막 외에도 더 남쪽의 범람원에서 화석이 발견되었으며, 중국 일부 지역에서는 더 많은 단편 유적이 발견되었다. 학명의 뜻은 놀라게 하는 도마뱀 (terrifying lizard)이라는 의미로 유라시아에서 발견된 육식공룡 가운데 가장 크다. 2009년 타르보사우루스와 비슷한 크기의 주청티라누스, 첸저우사우루스가 발견되었다.
많은 종들이 이름 지어졌지만, 현대의 고생물학자들은 T. bataar(바타아르)만이 유효한 것으로 인정한다. 일부 전문가들은 이 종을 북미 티라노사우루스(Tyrannosaurus) 속을 대신하는 유라시아 종으로 여기는데 이로 인해 Tarbosaurus 속이 불필요하게 될 수도 있다. Tarbosaurus와 Tyrannosaurus는 동의어가 아닐지라도 적어도 밀접한 관련이있는 속으로 간주된다. 또한 몽골에서 온 알리오라무스(Alioramus)는 일부 당국에 의해 타르보사우루스(Tarbosaurus)와 가장 밀접한 관계가 있다고 생각된다.

## 생태
타르보사우루스(Tarbosaurus)는 강이 가로지르는 습기 찬 범람원에서 살았다. 이 환경에서 먹이 사슬의 꼭대기에 있는 육식 동물이었고, 아마 하드로사우루스과 (hadrosaur)에 속하는 사우롤로푸스 (Saurolophus) 또는 용각하목에 속하는 어린 네메그토사우루스(Nemegtosaurus)와 같은 초식공룡을 잡아 먹었다. 타르보사우루스(Tarbosaurus)는 여러 개의 완전한 두개골과 골격을 포함한 수십 개의 화석 표본이 있다. 이러한 유적은 계통 발생, 두개골 역학 및 뇌 구조에 초점을 맞춘 과학적 연구를 가능하게 했다.

## 신체상 특징
티라노사우루스와 함께 대형 육식 공룡으로 꼽히며, 몸길이는 최대 10~11m 정도이고, 높이는 최대 3m이며, 몸무게는 대략 4~6t 정도로 대형 화물트럭과 비슷한 크기이다. 아시아 대륙 몽골 네메그트 분지 및 중국에서 백악기 후기에 서식한 거대한 육식 공룡으로서, 2족 보행을 한다. 큰 몸체에 비해 짧은 앞다리를 가지고 있는 것이 특징이며, 두개골의 크기 또한 최대 1.3m로 매우 크지만 티라노사우루스에 비해 머리뼈가 얇고 가볍다. 입 부분에는 15cm가 넘는 날카로운 이빨들이 50개가 달려있으며, 다른 거대 육식공룡과 마찬가지로 3개의 발가락이 달린 발로 걸어다녔다.
타르보사우루스는 비슷한 시기에 북아메리카에서 살았던 티라노사우루스의 절반 크기로 작은 편이다.
사냥은 주로 숨어있다가 순간적으로 작은 먹이를 낚아채거나, 다른 육식 공룡이 먹고 남은 시체를 먹었을 것으로 추정된다.
턱의 힘은 4t 이하로 뼈를 부술 수 있는 이빨과 턱의 구조로 미루어 볼 때 먹잇감을 단숨에 제압할 수 있었을 것으로 추정된다. 타르보사우루스의 두개골은 티라노사우루스의 두개골보다 약간 가늘고 더 길다.

## 보행
타르보사우루스는 머리가 크고 앞다리가 짧아 균형에 문제가 있는 공룡이었다. 이러한 이유로 평소에 길고 굵은 꼬리를 빳빳이 세우고 걸어다녔다.
사냥을 하여 먹이를 먹는 타르보사우루스는 다른 이족 보행 육식 공룡들이 그러하듯이 만약 다리를 다치면 생존 가능성이 거의 없다. 무리생활을 하여 다쳐도 먹이를 먹는게 가능한 초식 공룡과는 달리 거대한 육식 공룡들은 단독 생활을 하거나 자신의 새끼 몇마리만 키우며 살아가기 때문이다.